# Marko Pitačić
Marko Pitačić (Sisak?, 1548. ‒ 1608.), hrvatski katolički svećenik, isusovac, filozof, propovjednik i misionar.

## Životopis
Nakon što je pristupio isusovcima, studirao je u Beču. Po okončanju studija i propovjedničkoga rada u Ugarskoj, predavao je filozofiju u Pragu od 1583. do 1585. godine. Nakon toga djelovao je po Ugarskoj i Slovačkoj kao propovjednik i misionar, u čemu se istaknuo. U toj je misiji djelovao kao član Austrijske isusovačke provincije.